# Michael Jones (pianista)
Michael Jones (Ontario, Canadá, 1942-19 de enero de 2022) fue un pianista y compositor de new age, además de escritor.
Su primer álbum, Pianoscapes, fue el primer lanzamiento del que después sería uno de los sellos identificativos de la new age, Narada. La obra de Jones, desarrollada fundamentalmente en solos de piano acústico, "es un puente entre lo clásico y lo contemporáneo", logrando una conjunción de estilos "sensible, luminosa, rebosante de energía lírica". Algunos autores lo han considerado "el maestro de la conciencia lírica". Colaboró frecuentemente con otros músicos, como David Darling o David Lanz.

## Discografía
- Michael's Music (Pianoscapes, 1981) - Reeditado como Pianoscapes (Narada, 1983)
- Windsong (Antiquity, 1983)
- Seascapes (Narada, 1984)
- Wind and Whispers (Sona Gaia, 1985)
- Solstice (Narada, 1985) con David Lanz
- Sunscapes (Narada, 1986)
- Amber (Narada, 1987) con David Darling
- After the Rain (Narada, 1988)
- Magical Child (Narada, 1990)
- Michael's Music (Narada, 1990)
- Morning in Medonte (Narada, 1992)
- Air Born (Narada, 1994)
- Touch (Narada, 1996)
- Living Music (Narada, 1998)
- Echoes of Childhood ( Pianoscapes, 2002)
- Almost Home (Pianoscapes, 2006)

### Apariciones en recopilatorios
- 20 Years of Narada Piano
- Grand Piano (Narada Anniversary Collection)

## Libros
- Creating an Imaginative Life (1995) ISBN 978-1573240116
- Artful Leadership, Awakening the Commons of the Imagination (2006)